# 夜須行宗
夜須 行宗（やす ゆきむね、生没年不詳）は、平安時代末期から鎌倉時代初期にかけての武将。通称は夜須七郎。一説によると名は「行家」とも。
夜須氏は土佐国夜須荘を本拠とし、平治の乱で敗れた源義朝の遺児・希義が土佐に配流されてくると、これを援助して源家再興を計る。寿永元年（1182年）、挙兵の準備を整えて希義を迎えようとするが、平家方の蓮池家綱・平田俊遠がこれを察知。希義は殺害され、行宗は間一髪で海上に逃れる。蓮池らは偽りの甘言をもって投降を促すが、これが謀略であると見抜いた行宗は船を急がせ、そのまま鎌倉の源頼朝（希義の同母兄）の下に馳せ参じる。
同年、頼朝の命により、源有綱の軍を先導して土佐に再上陸、蓮池・平田ら平家方勢力を殲滅する。元暦2年（1185年）の壇ノ浦の戦いでは敵方の岩国兼秀・兼季兄弟を生け捕りにするという功を立てるが、これは行宗の手によるものではないと主張する梶原景時との間で激しい論争となる。論争の結果は行宗の勝ちと判定され、景時は讒訴の咎で道路工事を命ぜられている。
建久元年（1191年）に頼朝によって正式に所領を安堵されている。

## 遺跡
現在も夜須町にある夜須城は行宗が築城したものと伝わる。